# Meczet İsa Bey
Meczet İsa Bey (tur. İsa Bey Camii) – meczet położony w miejscowości Selçuk w Turcji, powstały w latach 1374–75. Jeden z najstarszych meczetów w Turcji. Jeden z bardziej znanych przykładów architektury seldżuckiej na terenie Anatolii.
Nazwę meczet zawdzięcza swojemu fundatorowi - członkowi lokalnej rodziny rządzącej - İsa Beyowi. Należał on do dynastii Aydınidów.
Wskutek trzęsień ziemi w latach 1653 oraz 1668 meczet został poważnie uszkodzony. W XX i XXI w. trwa cały czas odbudowa meczetu.